# Twiggs megye
Twiggs megye az Amerikai Egyesült Államokban, azon belül Georgia államban található. Megyeszékhelye és legnagyobb városa Jeffersonville. Lakosainak száma 8022 fő (2020. április 1.). Twiggs megye Wilkinson, Laurens, Bleckley, Houston, Bibb és Jones megyékkel határos.

## Népesség
A megye népességének változása:
| Lakosok száma | 8967 | 8819 | 8518 | 8481 | 8390 | 8022 |
|               | 2010 | 2011 | 2012 | 2013 | 2015 | 2020 |